# Villaraboud
Villaraboud är en ort i kommunen Siviriez i kantonen Fribourg, Schweiz.  Villaraboud var tidigare en egen kommun, men den 1 januari 2004 inkorporerades Villaraboud i kommunen Siviriez.